# Aeropuerto de Castellón-Costa Azahar
El Aeropuerto de Castellón (IATA: CDT, OACI: LECH), también conocido como Castellón-Costa de Azahar, es un aeropuerto que se ubica en las inmediaciones de Villanueva de Alcolea y Benlloch, en la provincia de Castellón en España. Fue gestionado por la sociedad pública Aerocas, posteriormente por la canadiense SNC-Lavalin y por la francesa Edeis Management, actualmente vuelve a estar gestionado por la sociedad pública Aerocas. Pese a haber sido inaugurado oficialmente en marzo de 2011, no recibió todos los permisos para operar hasta diciembre de 2014 y hasta septiembre de 2015 careció de operaciones regulares, convirtiéndose en un símbolo internacional del derroche que precedió al desarrollo de la crisis económica de 2008. Actualmente opera un pequeño número de vuelos con algo más de 300 pasajeros al día.

## Ubicación

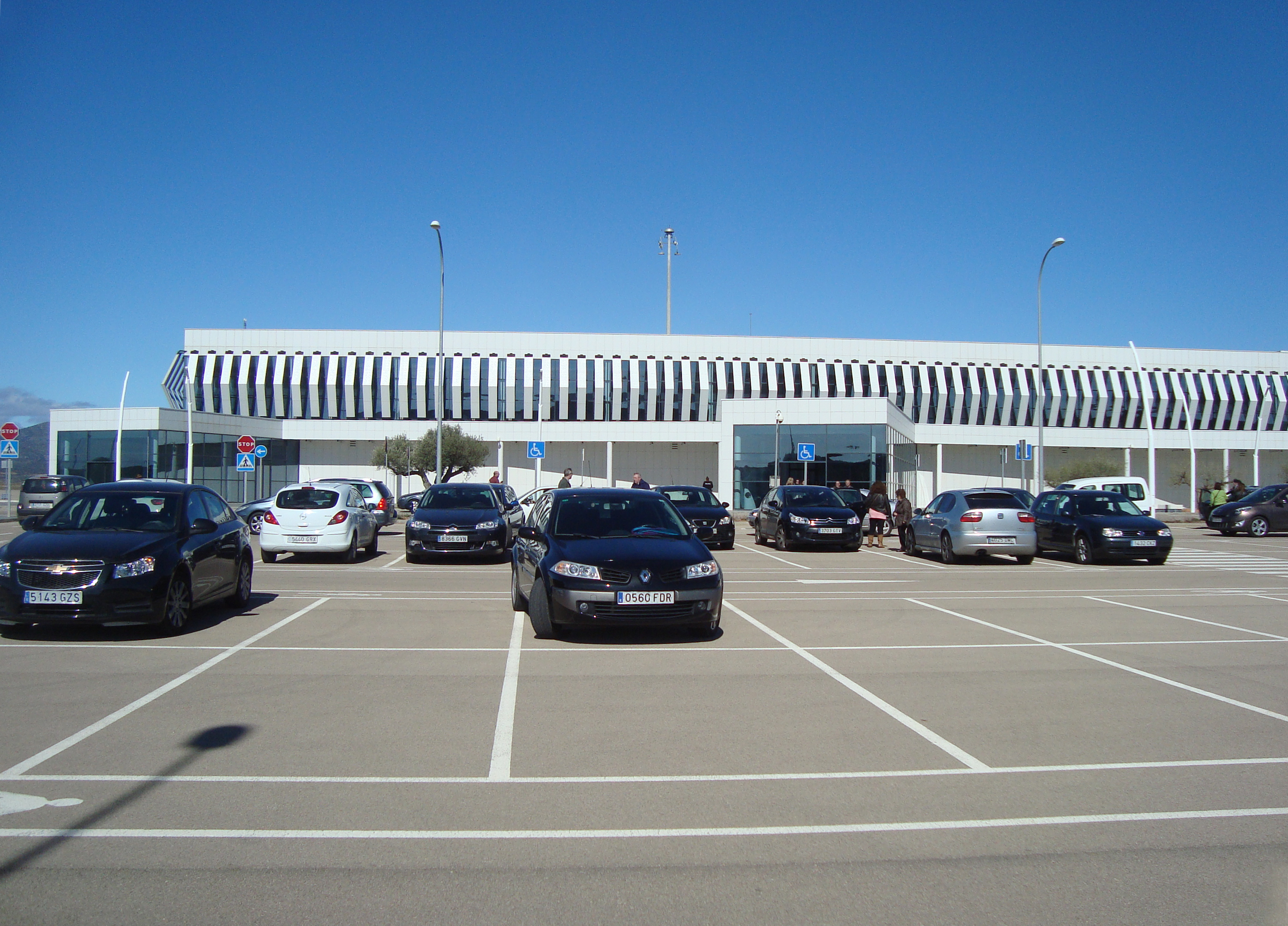
El Aeropuerto de Castellón en Benlloch (Castellón.) España

El aeropuerto se emplaza a 30 km (20 minutos) de capital de la provincia, Castellón de la Plana, además de otros núcleos turísticos como Alcocéber, Benicasim, Torreblanca, Burriana, Vinaroz, Benicarló, Oropesa del Mar, Peñíscola, Chilches y Morella, o industriales como Castellón de la Plana, Villarreal, Onda, Borriol, Alcora o Figueroles. Pero está a menos de 15 minutos de vuelo del aeropuerto de Reus (al norte), en la provincia de Tarragona, y del aeropuerto de Valencia (al sur), ambos implantados durante largo tiempo, directamente conectados a la autopista AP-7 y la carretera nacional N-340 / autovía A-7, y más próximos al corredor ferroviario del Mediterráneo, lo que le supone una fuerte competencia. Las comunicaciones hacia Aragón son precarias. También se halla a un lado del triángulo de grandes aeropuertos internacionales Barcelona-El Prat, Alicante-Elche y Palma de Mallorca, todos a menos de 30 minutos de vuelo.
A diferencia de los aeropuertos indicados anteriormente, situados junto a ciudades importantes, este se halla en una zona rural, a 15 km en línea recta del primer núcleo de cierta relevancia. La primera ciudad importante es Castellón de la Plana, 30 km al sur. El interior está poco desarrollado. La orografía es irregular, con un régimen de vientos poco apropiado, lo que dificultó y encareció la construcción y operación.

## Historia
Desde su inicio en 1996-1997, el proyecto del aeropuerto de Castellón ha sido identificado como una decisión personal del entonces Presidente de la Diputación Provincial de Castellón, Carlos Fabra. En numerosas ocasiones manifestó que el aeropuerto de Castellón sería una necesidad ineludible para poder convertir la provincia de Castellón en una zona turística de calidad. Así, el aeropuerto debería entenderse dentro del marco del fomento del ocio, donde también se incluiría el cancelado parque temático "Mundo Ilusión", la promoción del golf con torneos de categoría internacional y enclaves residenciales como Marina d'Or en Oropesa del Mar (Castellón). Las obras de construcción comenzaron en 2004.

### Problemas
Los detractores del proyecto señalaban, en cambio, que un aeropuerto en Castellón era un gasto innecesario, dada la proximidad de los aeropuertos de Reus y de Valencia, este último a aproximadamente 50 minutos, por carretera, de la ciudad de Castellón. Asimismo, ya existía un aeródromo en la ciudad de Castellón de la Plana. Los ecologistas indicaron, a su vez, que los terrenos donde se estaba construyendo eran de una alta riqueza ecológica. De hecho, en varias ocasiones se paralizó su construcción mediante denuncias en el juzgado por delitos contra el medio ambiente. La construcción finalizó en 2010.
El 25 de marzo de 2011 se celebró un acto oficial de inauguración, ya que se daban por terminadas las obras, aunque no había fecha prevista para el primer vuelo ni se habían solicitado los permisos de navegación aérea. La inversión total ascendió a al menos 150 millones de euros. La inauguración no habría podido hacerse entre el 28 de marzo y las elecciones autonómicas de mayo debido a la legislación electoral. Lo que sí quedó definido fue el coste aproximado de la gestión de la infraestructura, a cargo de las arcas públicas: entre seis y ocho millones de euros anuales durante los primeros ocho años, es decir, alrededor de 56 millones de euros.
Cabe destacar que este aeropuerto se convirtió en un símbolo de la crisis española de 2008-2016 y el derroche que caracterizaba a la burbuja que la precedió. Antes de tener vuelos, el aeropuerto ya disponía de una estatua de Carlos Fabra.
El 23 de febrero de 2013, este se vio forzado a dimitir de su puesto como presidente de la sociedad Aerocas al abrirse contra él juicio oral por cohecho, tráfico de influencias y cuatro delitos fiscales.
El exvicepresidente de la Generalidad Valenciana, José Císcar, asumió la presidencia de Aerocas el 17 de abril de 2013. El mismo día, el ex Presidente de la Generalidad Alberto Fabra (sin relación de familia con Carlos) comentó que el aeropuerto podría abrirse únicamente los días en que hubiera demanda. A finales del mismo mes AENA aprobó la pista del aeropuerto, pero se necesitaba un nuevo plan de seguridad, con lo que la apertura tuvo que retrasarse más allá de octubre de 2013.
En mayo de 2013, el Gobierno Valenciano destituyó también al director general de Aerocas, Juan García Salas. En su lugar nombraron provisionalmente a la abogada Patricia Llopis. En la auditoría de este mismo año se detectó que la sociedad presentaba un agujero patrimonial de 61.400.000 € frente a los treinta millones estimados anteriormente.

### Intentos de venta
En enero de 2013 se informó que un grupo de capital de riesgo hispano-libio estaba interesado en comprar el aeropuerto por 200 millones de euros. En total el Gobierno de la Comunidad Valenciana reconoció que el aeropuerto costó más de 150 millones de euros, sin especificar la cuantía exacta. Un día después, el Presidente de la Generalidad Valenciana, Alberto Fabra, aclaró que la cifra ofrecida "por la compra en sí" no llegaba a cien millones de euros. El resto, hasta 200 millones, se correspondería con las inversiones adicionales necesarias para ponerlo en marcha, más la adquisición de unos terrenos propiedad de la Diputación.
A finales de enero se supo que la oferta por el aeropuerto era de 87,5 millones de euros, al menos 51 millones por debajo de su coste para las arcas públicas, pero algunos medios informaron que detrás de la misma se encontraba únicamente un periodista libio sin recursos económicos. El 15 de marzo, el entonces presidente de la sociedad Aerocas Carlos Fabra afirmó que había dos ofertas más, una de capital árabe y otra norteamericana.
Ninguna de todas estas supuestas ofertas se plasmó en la realidad.

### Adjudicación de la gestión
El 31 de enero de 2014 la Generalidad Valenciana adjudicó la gestión del aeropuerto a la compañía canadiense SNC-Lavalin, que percibirá 25 millones de euros de las arcas públicas por intentar rentabilizarlo. El 18 de septiembre de 2014 una aeronave de pequeña dimensiones de AENA aterrizó e hizo varias pasadas en vuelo rasante para certificar, bajo unas pruebas de calibración, que el aeródromo castellonense podía comenzar a operar antes del mes de diciembre.
Pese a haber sido inaugurado oficialmente en marzo de 2011, el aeropuerto no recibió todos los permisos para operar hasta diciembre de 2014. Dos jubilados locales en un pequeño helicóptero privado lo estrenaron.
En septiembre de 2015, la Unión Europea abrió una investigación para determinar si los pagos pactados por el anterior Gobierno valenciano a SNC-Lavalin o las presuntas ventajas económicas concedidas a Ryanair para mantener activo el aeropuerto constituyen subvenciones ilegales prohibidas por la legislación comunitaria. Por otra parte, en 2016 la Fiscalía castellonense acusó formalmente a Carlos Fabra de cometer delito en los contratos de patrocinio de la instalación y trasladó la causa al Juzgado n.º 3 de esta ciudad.

### En operación

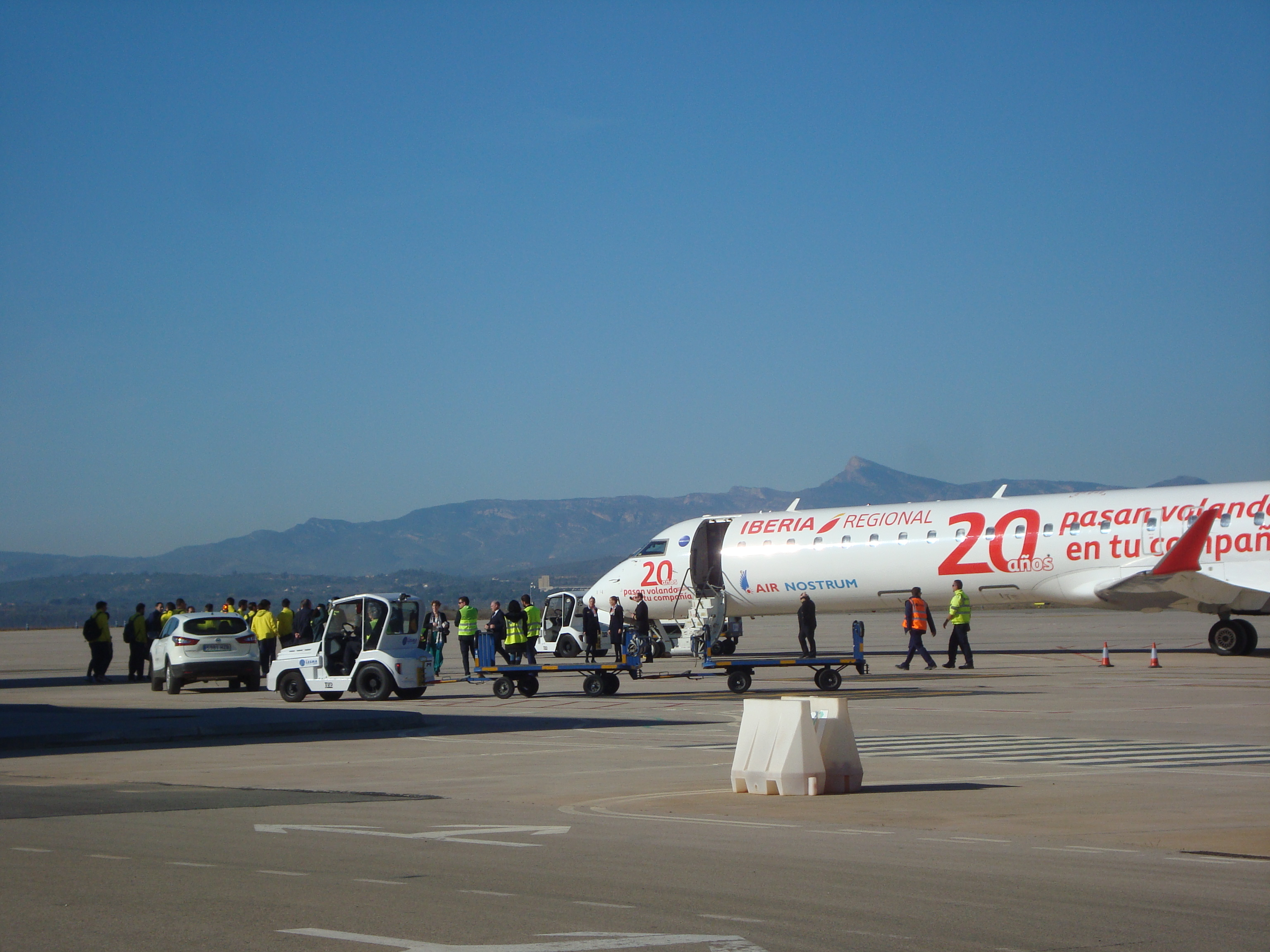
Primer vuelo comercial del Aeropuerto de Castellón (14-1-2015)

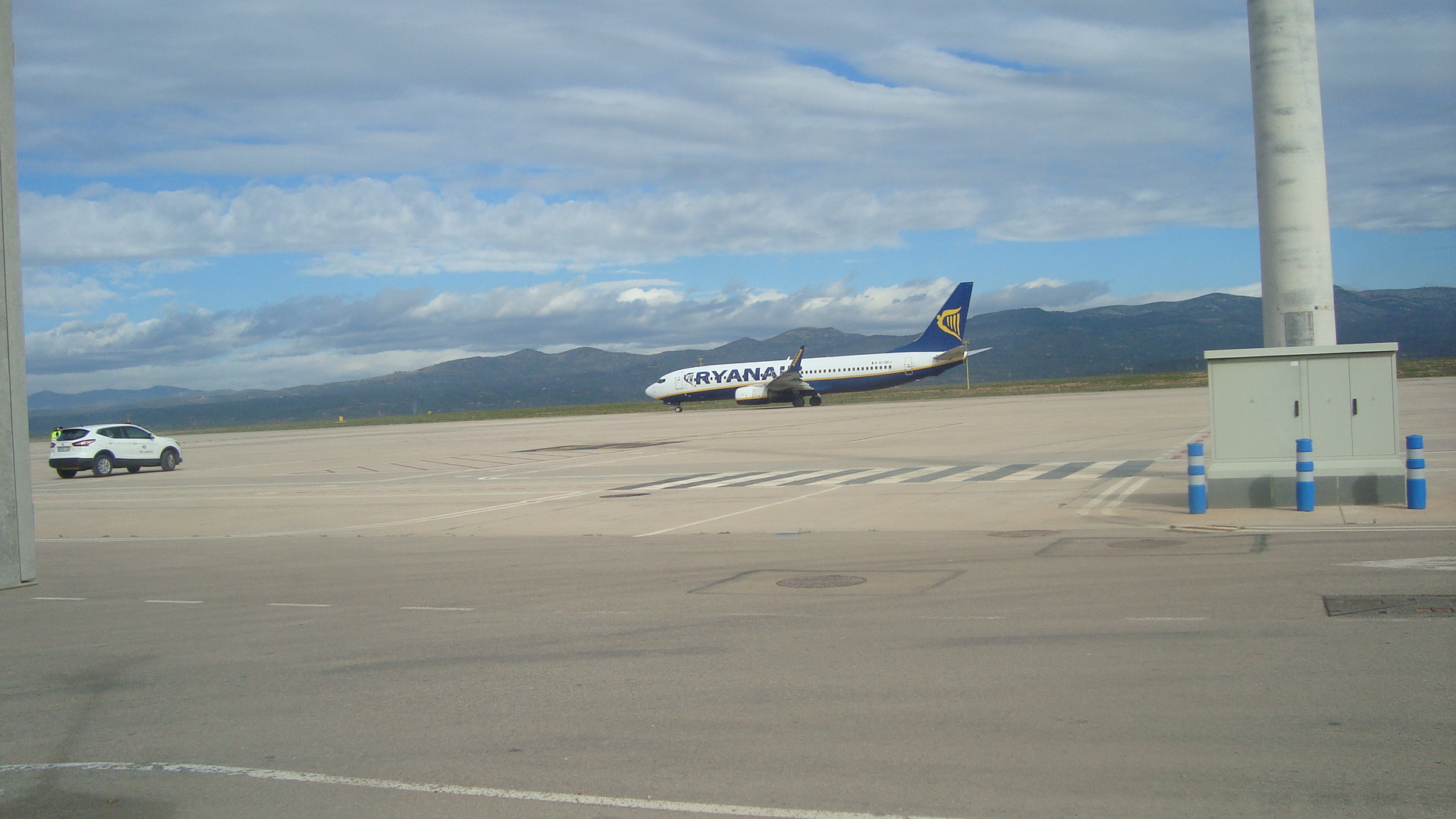
Aeropuerto de Castellón, avión de Brístol.

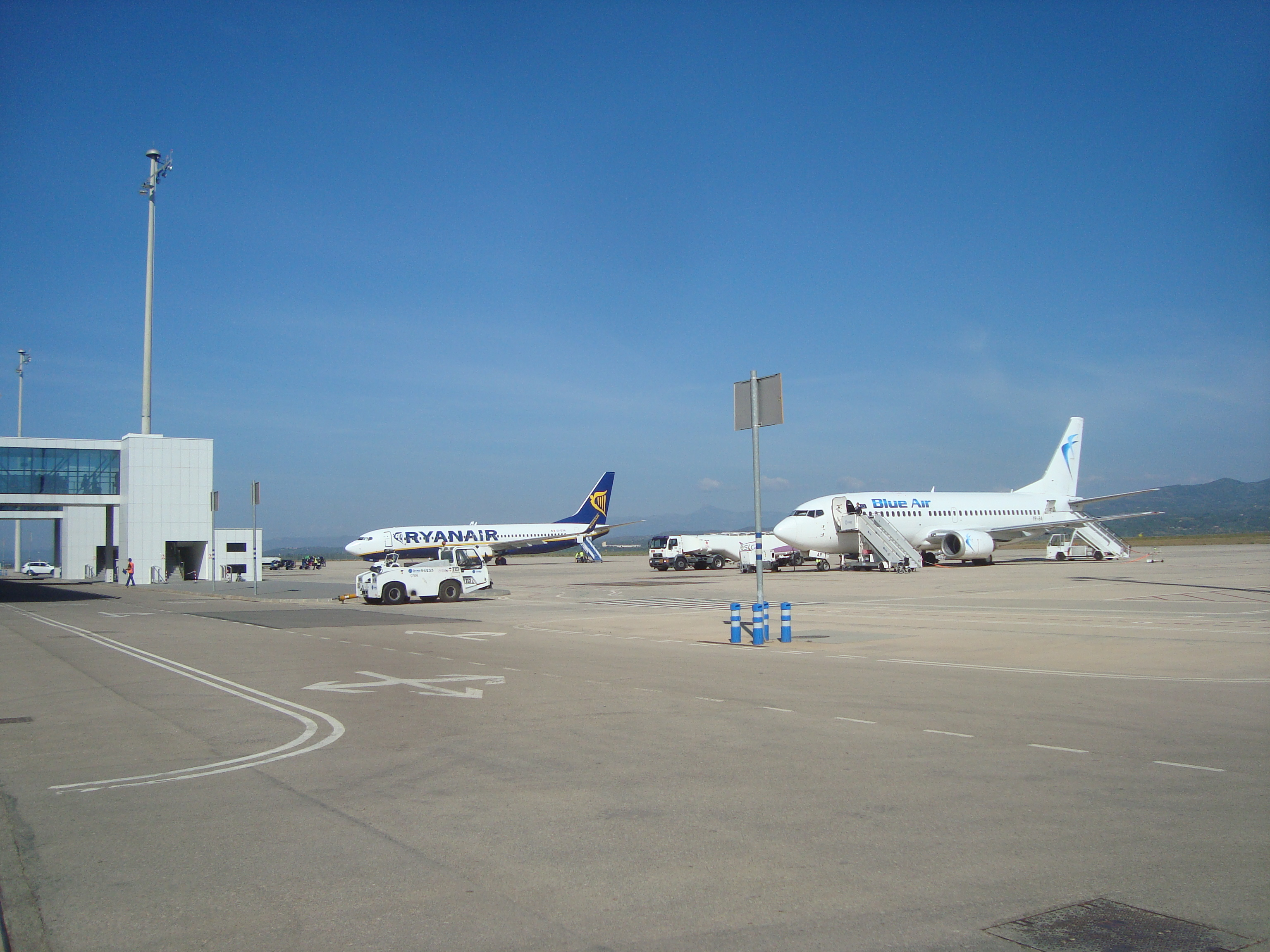
Aeropuerto de Castellón, aeronaves de Ryanair y Blue Air

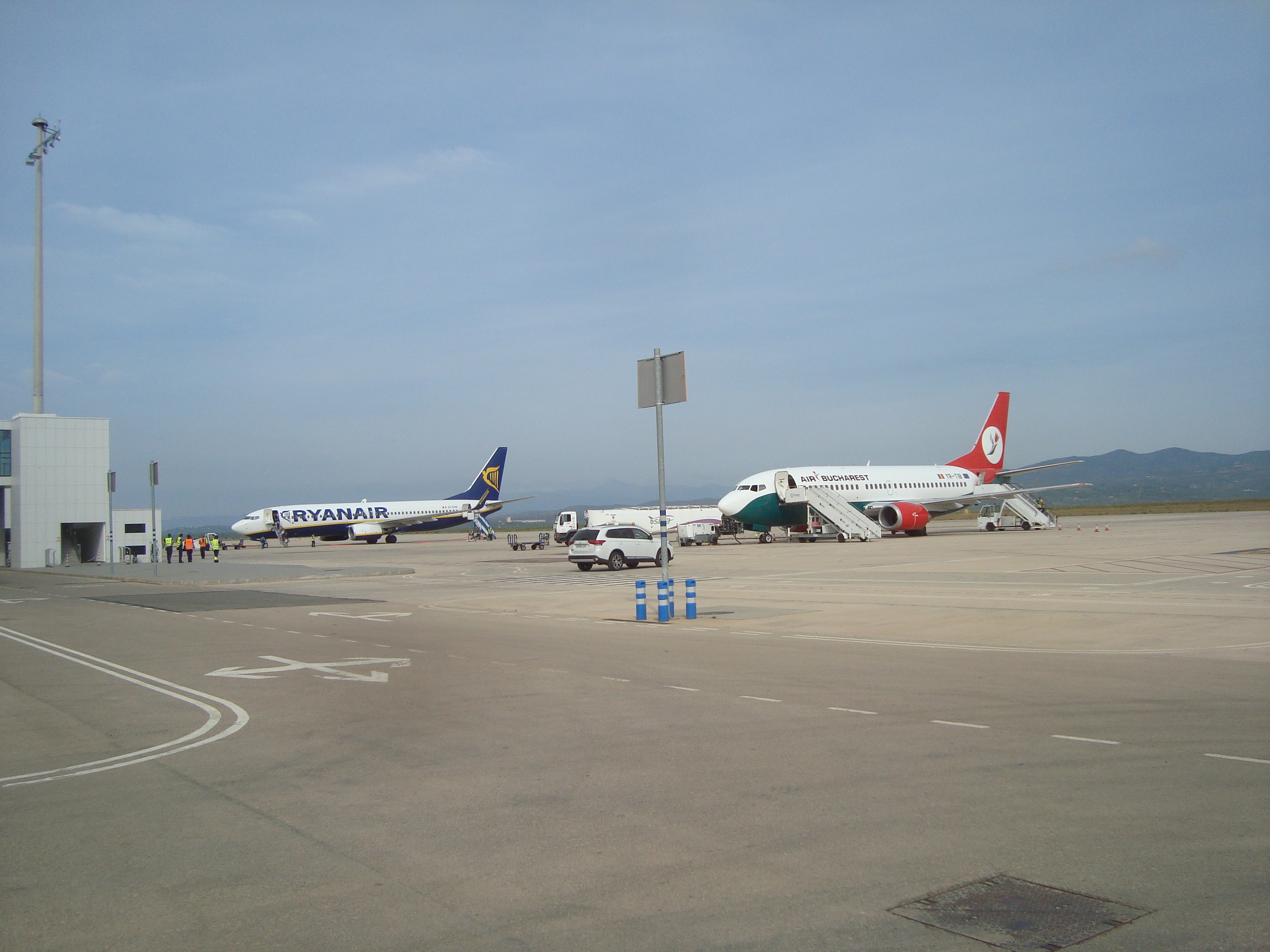
Aeropuerto de Castellón, aeronaves de Ryanair y Air Bucharest

El primer vuelo comercial fue un chárter de Air Nostrum transportando al equipo de fútbol Villarreal C.F. que ya fue patrocinado por el propio aeropuerto años atrás, el 14 de enero de 2015, con destino a San Sebastián (Guipúzcoa). Pese a este vuelo simbólico, el aeropuerto continuó sin operaciones regulares.
Tras el cambio de Gobierno acaecido a consecuencia de las elecciones de 2015 el nuevo presidente de Aerocas, Francesc Colomer, nombró director al profesor del Departamento de Economía de la UJI y director del Instituto de Desarrollo Local Serafí Bernat, con el encargo de intentar revitalizar la infraestructura pese a todos sus problemas. Aunque el aeropuerto ha ido ganando lentamente en número de vuelos y pasajeros, incluyendo vuelos regulares, ambos se encuentran todavía muy por debajo de las cifras necesarias para rentabilizarlo.
A principios de 2017, SNC-Lavalin anunció su abandono de la gestión aeroportuaria en Europa debido a que ha dado un resultado inferior al esperado. Un pequeño grupo francés de nueva creación llamado Edeis Management absorbió estas operaciones, entre las que se encuentra la gestión del aeropuerto de Castellón.
A partir del 1 de noviembre de 2019 la sociedad pública Aerocas asumió la gestión del aeropuerto debido a que Edeis decidió finalizar su gestión, ya que no le salían las cuentas al no cumplirse las expectativas de volumen de negocio.

## Operaciones
El aeropuerto permanece abierto al tráfico de lunes a domingo entre las 06:00 y las 22:00 (hora local), pudiendo operar fuera de este horario previo requerimiento. Dispone de suministro de combustible de aviación y servicio de handling. El servicio de control de aeródromo es proporcionado por Saerco.
Posee un sistema de aproximación instrumental de precisión Categoría I (ILS Cat I) en la pista 06. La pista 24 dispone de aproximación instrumental de no-precisión (VOR App). El aeropuerto está cerrado a aeronaves sin radiocomunicaciones en ambos sentidos. El aeropuerto no dispone de procedimientos de visibilidad reducida.
El 15 de septiembre de 2015 empezó a operar vuelos regulares de la compañía Ryanair con un vuelo procedente de Londres. Según declaraciones de su director, durante los primeros diez meses de 2016 operaron un promedio de entre dos y tres vuelos regulares con menos de 300 pasajeros al día, algunos vuelos chárter y un pequeño número de vuelos privados; en octubre de 2016 batió su récord con 12.995 pasajeros (420 al día de media.) Debido al escaso tráfico, el aeropuerto no cuenta con dotaciones permanentes de la Policía Nacional ni de la Guardia Civil.

## Aerolíneas y destinos

### Destinos nacionales
| Ciudades            | Nombre del aeropuerto                   | Aerolíneas               |
| España              | España                                  | España                   |
| ------------------- | --------------------------------------- | ------------------------ |
| Asturias            |                                         |                          |
| Avilés              | Aeropuerto de Asturias                  | Volotea (estacional)     |
| Islas Baleares      |                                         |                          |
| Palma de Mallorca   | Aeropuerto de Palma de Mallorca         | Air Nostrum (estacional) |
| Comunidad de Madrid |                                         |                          |
| Madrid              | Aeropuerto Adolfo Suárez Madrid-Barajas | Air Nostrum              |
| País Vasco          |                                         |                          |
| Bilbao              | Aeropuerto de Bilbao                    | Volotea (estacional)     |

### Destinos internacionales
| Ciudades por países | Nombre del aeropuerto                             | Aerolíneas            |
| Europa              | Europa                                            | Europa                |
| ------------------- | ------------------------------------------------- | --------------------- |
| Alemania            |                                                   |                       |
| Berlín              | Aeropuerto de Berlín-Brandeburgo Willy Brandt     | Ryanair (estacional)  |
| Weeze               | Aeropuerto de Weeze                               | Ryanair               |
| Bélgica             |                                                   |                       |
| Bruselas            | Aeropuerto de Charleroi Bruselas-Sur              | Ryanair               |
| Hungría             |                                                   |                       |
| Budapest            | Aeropuerto de Budapest-Ferenc Liszt               | Ryanair (estacional)  |
| Italia              |                                                   |                       |
| Bérgamo             | Aeropuerto de Milán-Bérgamo                       | Ryanair (estacional)  |
| Polonia             |                                                   |                       |
| Cracovia            | Aeropuerto de Cracovia-Juan Pablo II              | Ryanair (estacional)  |
| Portugal            |                                                   |                       |
| Oporto              | Aeropuerto de Oporto-Francisco Sá Carneiro        | Ryanair (estacional)  |
| Reino Unido         |                                                   |                       |
| Londres             | Aeropuerto de Londres-Stansted                    | Ryanair               |
| Rumanía             |                                                   |                       |
| Bucarest            | Aeropuerto Internacional de Bucarest-Henri Coandă | Wizz Air              |
| Cluj-Napoca         | Aeropuerto Internacional de Cluj-Napoca           | Wizz Air (estacional) |

## Accesos
Al compás con las obras del aeropuerto, la Consejería de Infraestructuras, junto con el Ministerio de Fomento, llevó a cabo la construcción de varias autovías y vías rápidas que permitieran comunicar este aeropuerto con Castellón de la Plana, así como el resto de vías de alta ocupación, tales como la Autopista del Mediterráneo (AP-7) o la N-340.
Así, el aeropuerto está conectado de la siguiente manera:
- AP-7  Autopista del Mediterráneo: es la principal vía de comunicación de la zona y está conectada con el aeropuerto por medio de la CV-10 en sentido norte y de la CV-13 en sentido sur.
- N-340  Carretera Nacional del Mediterráneo: está conectada con el aeropuerto por medio de la CV-10 en sentido norte y de la CV-13 en sentido sur.
- CV-10  Autovía de la Plana: es la principal vía de conexión del aeropuerto con Castellón de la Plana. A la altura del municipio de Benlloch existe una conexión que enlaza esta autovía con el aeropuerto y la CV-13, ya que la CV-10 pasa de largo dirección Cataluña hacia San Mateo.
- CV-13  Benlloch-Torreblanca: es la conexión más rápida desde la N-340 y la AP-7 hasta el aeropuerto. Es una vía de una sola calzada, pero desde la CV-10 hasta el acceso al aeropuerto ya es autovía.
- CV-145  Torreblanca-Villanueva de Alcolea: es una carretera secundaria que conecta ambos municipios con la CV-13, que a su vez la conecta con el aeropuerto.